# Orstom hydratemei
Orstom hydratemei là một loài nhện trong họ Barychelidae. Loài này phân bố ờ Nouvelle-Calédonie.